# فهرست برترین‌های فوتبال ایران
فهرست زیر شامل برترین‌های فوتبال ایران است  

## لیگ برتر خلیج فارس

### بهترین بازیکن
| فصل     | برنده             | باشگاه              | برگزارکننده / جایزه دهنده                                   | منبع       |
| ------- | ----------------- | ------------------- | ----------------------------------------------------------- | ---------- |
| ۸۲–۱۳۸۱ | محرم نویدکیا      | سپاهان              | شبکه خبر سیما، روزنامه دنیای فوتبال و خبرگزاری ورزش ایران   | [ ۱ ]      |
| ۸۳–۱۳۸۲ | برگزار نشد        | برگزار نشد          | برگزار نشد                                                  | برگزار نشد |
| ۸۴–۱۳۸۳ | برگزار نشد        | برگزار نشد          | برگزار نشد                                                  | برگزار نشد |
| ۸۵–۱۳۸۴ | برگزار نشد        | برگزار نشد          | برگزار نشد                                                  | برگزار نشد |
| ۸۶–۱۳۸۵ | جواد نکونام       | اوساسونا            | خبرگزاری فوتبال ایران                                       | [ ۲ ]      |
| ۸۷–۱۳۸۶ | محسن خلیلی        | پرسپولیس            | خبرگزاری فوتبال ایران                                       | [ ۳ ]      |
| ۸۷–۱۳۸۶ | کریم باقری        | پرسپولیس            | فدراسیون فوتبال و صندوق حمایت از قهرمانان و پیشکسوتان ورزشی | [ ۴ ]      |
| ۸۸–۱۳۸۷ | برگزار نشد        | برگزار نشد          | برگزار نشد                                                  | برگزار نشد |
| ۸۹–۱۳۸۸ | برگزار نشد        | برگزار نشد          | برگزار نشد                                                  | برگزار نشد |
| ۹۰–۱۳۸۹ | برگزار نشد        | برگزار نشد          | برگزار نشد                                                  | برگزار نشد |
| ۹۱–۱۳۹۰ | برگزار نشد        | برگزار نشد          | برگزار نشد                                                  | برگزار نشد |
| ۹۲–۱۳۹۱ | محرم نویدکیا      | سپاهان              | سازمان لیگ فوتبال ایران                                     | [ ۵ ]      |
| ۹۳–۱۳۹۲ | آندرانیک تیموریان | استقلال             | سازمان لیگ فوتبال ایران                                     | [ ۶ ]      |
| ۹۴–۱۳۹۳ | قاسم حدادی‌فر      | ذوب‌آهن              | سازمان لیگ فوتبال ایران                                     | [ ۷ ]      |
| ۹۴–۱۳۹۳ | آندرانیک تیموریان | استقلال/تراکتورسازی | کانون مربیان فوتبال ایران                                   | [ ۸ ]      |
| ۹۵–۱۳۹۴ | مهدی طارمی        | پرسپولیس            | سازمان لیگ فوتبال ایران                                     |            |
| ۹۶–۱۳۹۵ | مهدی طارمی        | پرسپولیس            | سازمان لیگ فوتبال ایران                                     |            |
| ۹۷–۱۳۹۶ | وحید امیری        | پرسپولیس            | سازمان لیگ فوتبال ایران                                     | [ ۹ ]      |
| ۹۸–۱۳۹۷ | علیرضا بیرانوند   | پرسپولیس            |                                                             | [ ۱۰ ]     |

### بهترین پدیده جوان
| فصل     | برنده            | باشگاه        | برگزارکننده / جایزه دهنده                                   | منبع       |
| ------- | ---------------- | ------------- | ----------------------------------------------------------- | ---------- |
| ۸۶–۱۳۸۵ | فرزاد آشوبی      | پرسپولیس      | خبرگزاری فوتبال ایران                                       | [ ۲ ]      |
| ۸۷–۱۳۸۶ | احسان حاج‌صفی     | سپاهان        | فدراسیون فوتبال و صندوق حمایت از قهرمانان و پیشکسوتان ورزشی | [ ۴ ]      |
| ۸۸–۱۳۸۷ | برگزار نشد       | برگزار نشد    | برگزار نشد                                                  | برگزار نشد |
| ۸۹–۱۳۸۸ | برگزار نشد       | برگزار نشد    | برگزار نشد                                                  | برگزار نشد |
| ۹۰–۱۳۸۹ | برگزار نشد       | برگزار نشد    | برگزار نشد                                                  | برگزار نشد |
| ۹۱–۱۳۹۰ | برگزار نشد       | برگزار نشد    | برگزار نشد                                                  | برگزار نشد |
| ۹۲–۱۳۹۱ | سعید عزت‌اللهی    | ملوان         | سازمان لیگ فوتبال ایران                                     | [ ۵ ]      |
| ۹۳–۱۳۹۲ | محمد عباس‌زاده    | پرسپولیس      | سازمان لیگ فوتبال ایران                                     | [ ۶ ]      |
| ۹۴–۱۳۹۳ | امیرارسلان مطهری | نفت تهران     | سازمان لیگ فوتبال ایران                                     | [ ۷ ]      |
| ۹۴–۱۳۹۳ | مهدی طارمی       | پرسپولیس      | کانون مربیان فوتبال ایران                                   | [ ۸ ]      |
| ۹۵–۱۳۹۴ | مهدی ترابی       | سایپا         | سازمان لیگ فوتبال ایران                                     |            |
| ۹۶–۱۳۹۵ | امید نورافکن     | استقلال تهران | سازمان لیگ فوتبال ایران                                     |            |
| ۹۷–۱۳۹۶ | علی قلی‌زاده      | سایپا         | سازمان لیگ فوتبال ایران                                     | [ ۹ ]      |
| ۹۸–۱۳۹۷ | اللهیار صیادمنش  | استقلال تهران |                                                             | [ ۱۰ ]     |

### بهترین بازیکن خارجی
| فصل     | برنده           | باشگاه     | برگزارکننده / جایزه دهنده                                   | منبع       |
| ------- | --------------- | ---------- | ----------------------------------------------------------- | ---------- |
| ۸۲–۱۳۸۱ | آرمناک پطروسیان | سپاهان     | شبکه خبر سیما، روزنامه دنیای فوتبال و خبرگزاری ورزش ایران   | [ ۱ ]      |
| ۸۳–۱۳۸۲ | برگزار نشد      | برگزار نشد | برگزار نشد                                                  | برگزار نشد |
| ۸۴–۱۳۸۳ | برگزار نشد      | برگزار نشد | برگزار نشد                                                  | برگزار نشد |
| ۸۵–۱۳۸۴ | برگزار نشد      | برگزار نشد | برگزار نشد                                                  | برگزار نشد |
| ۸۶–۱۳۸۵ | عرفان اولروم    | ابومسلم    | خبرگزاری فوتبال ایران                                       | [ ۲ ]      |
| ۸۷–۱۳۸۶ | ایوان پتروویچ   | ابومسلم    | فدراسیون فوتبال و صندوق حمایت از قهرمانان و پیشکسوتان ورزشی | [ ۴ ]      |

### بازیکن اخلاق
| فصل     | برنده           | باشگاه          | برگزارکننده / جایزه دهنده | منبع   |
| ------- | --------------- | --------------- | ------------------------- | ------ |
| ۹۲–۱۳۹۱ | مهدی مهدوی‌کیا   | پرسپولیس        | سازمان لیگ فوتبال ایران   | [ ۵ ]  |
| ۹۳–۱۳۹۲ | رسول نویدکیا    | نفت تهران       | سازمان لیگ فوتبال ایران   | [ ۶ ]  |
| ۹۴–۱۳۹۳ | ابراهیم صادقی   | سایپا           | سازمان لیگ فوتبال ایران   | [ ۷ ]  |
| ۹۴–۱۳۹۳ | ابراهیم صادقی   | سایپا           | کانون مربیان فوتبال آلمان | [ ۸ ]  |
| ۹۵–۱۳۹۴ | محمد انصاری     | پرسپولیس        | سازمان لیگ فوتبال ایران   |        |
| ۹۶–۱۳۹۵ | محمدرضا پورمحمد | صنعت نفت آبادان | سازمان لیگ فوتبال ایران   |        |
| ۹۷–۱۳۹۶ | مهدی شیری       | پیکان           | سازمان لیگ فوتبال ایران   | [ ۹ ]  |
| ۹۸–۱۳۹۷ | پیام نیازمند    | سپاهان          |                           | [ ۱۰ ] |

### مربی اخلاق
| فصل     | برنده     | باشگاه | برگزارکننده / فاطیلا    | منبع  |
| ------- | --------- | ------ | ----------------------- | ----- |
| ۹۲–۱۳۹۱ | حسین فرکی | فولاد  | سازمان لیگ فوتبال ایران | [ ۵ ] |
| ۹۳–۱۳۹۲ | حسین فرکی | فولاد  | سازمان لیگ فوتبال ایران | [ ۶ ] |

### تیم اخلاق
| فصل     | باشگاه        | برگزارکننده / جایزه دهنده                                 | منبع       |
| ------- | ------------- | --------------------------------------------------------- | ---------- |
| ۸۲–۱۳۸۱ | استقلال اهواز | شبکه خبر سیما، روزنامه دنیای فوتبال و خبرگزاری ورزش ایران | [ ۱ ]      |
| ۸۳–۱۳۸۲ | برگزار نشد    | برگزار نشد                                                | برگزار نشد |
| ۸۴–۱۳۸۳ | برگزار نشد    | برگزار نشد                                                | برگزار نشد |
| ۸۵–۱۳۸۴ | برگزار نشد    | برگزار نشد                                                | برگزار نشد |
| ۸۶–۱۳۸۵ | برگزار نشد    | برگزار نشد                                                | برگزار نشد |
| ۸۷–۱۳۸۶ | برگزار نشد    | برگزار نشد                                                | برگزار نشد |
| ۸۸–۱۳۸۷ | برگزار نشد    | برگزار نشد                                                | برگزار نشد |
| ۸۹–۱۳۸۸ | برگزار نشد    | برگزار نشد                                                | برگزار نشد |
| ۹۰–۱۳۸۹ | برگزار نشد    | برگزار نشد                                                | برگزار نشد |
| ۹۱–۱۳۹۰ | برگزار نشد    | برگزار نشد                                                | برگزار نشد |
| ۹۲–۱۳۹۱ | فجر سپاسی     | سازمان لیگ فوتبال ایران                                   | [ ۵ ]      |
| ۹۳–۱۳۹۲ | نفت تهران     | سازمان لیگ فوتبال ایران                                   | [ ۶ ]      |
| ۹۴–۱۳۹۳ | گسترش فولاد   | سازمان لیگ فوتبال ایران                                   | [ ۷ ]      |
| ۹۵–۱۳۹۴ | ذوب‌آهن        | سازمان لیگ فوتبال ایران                                   |            |
| ۹۶–۱۳۹۵ | ذوب‌آهن        | سازمان لیگ فوتبال ایران                                   |            |
| ۹۷–۱۳۹۶ | -             |                                                           |            |
| ۹۸–۱۳۹۷ | پیکان         |                                                           | [ ۱۰ ]     |

### بهترین تیم
| فصل     | باشگاه          | برگزارکننده / جایزه دهنده                                 | منبع       |
| ------- | --------------- | --------------------------------------------------------- | ---------- |
| ۸۲–۱۳۸۱ | سپاهان          | شبکه خبر سیما، روزنامه دنیای فوتبال و خبرگزاری ورزش ایران | [ ۱ ]      |
| ۸۳–۱۳۸۲ | برگزار نشد      | برگزار نشد                                                | برگزار نشد |
| ۸۴–۱۳۸۳ | برگزار نشد      | برگزار نشد                                                | برگزار نشد |
| ۸۵–۱۳۸۴ | برگزار نشد      | برگزار نشد                                                | برگزار نشد |
| ۸۶–۱۳۸۵ | سپاهان          | خبرگزاری فوتبال ایران                                     | [ ۲ ]      |
| ۸۷–۱۳۸۶ | پرسپولیس        | خبرگزاری فوتبال ایران                                     | [ ۳ ]      |
| ۸۸–۱۳۸۷ | برگزار نشد      | برگزار نشد                                                | برگزار نشد |
| ۸۹–۱۳۸۸ | برگزار نشد      | برگزار نشد                                                | برگزار نشد |
| ۹۰–۱۳۸۹ | برگزار نشد      | برگزار نشد                                                | برگزار نشد |
| ۹۱–۱۳۹۰ | برگزار نشد      | برگزار نشد                                                | برگزار نشد |
| ۹۲–۱۳۹۱ | استقلال         | سازمان لیگ فوتبال ایران                                   | [ ۵ ]      |
| ۹۳–۱۳۹۲ | فولاد           | سازمان لیگ فوتبال ایران                                   | [ ۶ ]      |
| ۹۴–۱۳۹۳ | نفت تهران       | سازمان لیگ فوتبال ایران                                   | [ ۷ ]      |
| ۹۵–۱۳۹۴ | استقلال خوزستان | سازمان لیگ فوتبال ایران                                   |            |
| ۹۶–۱۳۹۵ | پرسپولیس        | سازمان لیگ فوتبال ایران                                   |            |
| ۹۷–۱۳۹۶ | پرسپولیس        | سازمان لیگ فوتبال ایران                                   | [ ۹ ]      |
| ۹۸–۱۳۹۷ | پرسپولیس        |                                                           | [ ۱۰ ]     |
| ۹۹–۱۳۹۸ | پرسپولیس        |                                                           |            |
| ۰۰–۱۳۹۹ | پرسپولیس        |                                                           |            |

### کفش طلا
| فصل     | برنده            | تعداد گل زده | باشگاه        | برگزارکننده / جایزه دهنده | منبع   |
| ------- | ---------------- | ------------ | ------------- | ------------------------- | ------ |
| ۹۲–۱۳۹۱ | سید جلال رافخایی | ۱۹           | ملوان         | سازمان لیگ فوتبال ایران   | [ ۵ ]  |
| ۹۳–۱۳۹۲ | کریم انصاری‌فرد   | ۱۴           | تراکتورسازی   | سازمان لیگ فوتبال ایران   | [ ۶ ]  |
| ۹۴–۱۳۹۳ | لوسیانو ادینهو   | ۲۰           | تراکتورسازی   | سازمان لیگ فوتبال ایران   | [ ۷ ]  |
| ۹۵–۱۳۹۴ | مهدی طارمی       | ۱۶           | پرسپولیس      | سازمان لیگ فوتبال ایران   |        |
| ۹۶–۱۳۹۵ | مهدی طارمی       | ۱۸           | پرسپولیس      | سازمان لیگ فوتبال ایران   |        |
| ۹۷–۱۳۹۶ | علی علیپور       | ۱۹           | پرسپولیس      | سازمان لیگ فوتبال ایران   | [ ۹ ]  |
| ۹۸–۱۳۹۷ | شیمبا            | ۱۶           | فولاد         |                           | [ ۱۰ ] |
| ۹۸–۱۳۹۷ | کیروس استنلی     | ۱۶           | سپاهان        |                           | [ ۱۰ ] |
| ۹۹–۱۳۹۸ | شیخ دیاباته      | ۱۵           | استقلال تهران |                           |        |
| ۰۰–۱۳۹۹ | سجاد شهباززاده   | ۲۰           | سپاهان        |                           |        |

### بهترین مهاجم
| فصل     | برنده          | باشگاه      | برگزارکننده / جایزه دهنده                                 | منبع       |
| ------- | -------------- | ----------- | --------------------------------------------------------- | ---------- |
| ۸۲–۱۳۸۱ | ادموند بزیک    | سپاهان      | شبکه خبر سیما، روزنامه دنیای فوتبال و خبرگزاری ورزش ایران | [ ۱ ]      |
| ۸۲–۱۳۸۱ | محمود کریمی    | سپاهان      | شبکه خبر سیما، روزنامه دنیای فوتبال و خبرگزاری ورزش ایران | [ ۱ ]      |
| ۸۳–۱۳۸۲ | برگزار نشد     | برگزار نشد  | برگزار نشد                                                | برگزار نشد |
| ۸۴–۱۳۸۳ | برگزار نشد     | برگزار نشد  | برگزار نشد                                                | برگزار نشد |
| ۸۵–۱۳۸۴ | برگزار نشد     | برگزار نشد  | برگزار نشد                                                | برگزار نشد |
| ۸۶–۱۳۸۵ | عرفان اولروم   | ابومسلم     | خبرگزاری فوتبال ایران                                     | [ ۲ ]      |
| ۸۷–۱۳۸۶ | محسن خلیلی     | پرسپولیس    | خبرگزاری فوتبال ایران                                     | [ ۳ ]      |
| ۹۴–۱۳۹۳ | مهدی طارمی     | پرسپولیس    | سازمان لیگ فوتبال ایران                                   | [ ۷ ]      |
| ۹۴–۱۳۹۳ | لوسیانو ادینهو | تراکتورسازی | کانون مربیان فوتبال ایران                                 | [ ۸ ]      |
| ۹۵–۱۳۹۴ | مهدی طارمی     | پرسپولیس    | سازمان لیگ فوتبال ایران                                   |            |
| ۹۶–۱۳۹۵ | مهدی طارمی     | پرسپولیس    | سازمان لیگ فوتبال ایران                                   |            |
| ۹۷–۱۳۹۶ | علی علیپور     | پرسپولیس    | سازمان لیگ فوتبال ایران                                   | [ ۹ ]      |
| ۹۸–۱۳۹۷ | شیمبا          | ۱۶          | فولاد                                                     |            |
| ۹۸–۱۳۹۷ | کیروس استنلی   | ۱۶          | سپاهان                                                    |            |

### بهترین هافبک
| فصل     | برنده             | باشگاه              | برگزارکننده / جایزه دهنده                                 | منبع       |
| ------- | ----------------- | ------------------- | --------------------------------------------------------- | ---------- |
| ۸۲–۱۳۸۱ | ادموند بزیک       | سپاهان              | شبکه خبر سیما، روزنامه دنیای فوتبال و خبرگزاری ورزش ایران | [ ۱ ]      |
| ۸۲–۱۳۸۱ | مهرزاد معدنچی     | فجر سپاسی           | شبکه خبر سیما، روزنامه دنیای فوتبال و خبرگزاری ورزش ایران | [ ۱ ]      |
| ۸۲–۱۳۸۱ | پژمان نوری        | ملوان               | شبکه خبر سیما، روزنامه دنیای فوتبال و خبرگزاری ورزش ایران | [ ۱ ]      |
| ۸۲–۱۳۸۱ | جواد نکونام       | پاس                 | شبکه خبر سیما، روزنامه دنیای فوتبال و خبرگزاری ورزش ایران | [ ۱ ]      |
| ۸۲–۱۳۸۱ | حسین کعبی         | فولاد               | شبکه خبر سیما، روزنامه دنیای فوتبال و خبرگزاری ورزش ایران | [ ۱ ]      |
| ۸۳–۱۳۸۲ | برگزار نشد        | برگزار نشد          | برگزار نشد                                                | برگزار نشد |
| ۸۴–۱۳۸۳ | برگزار نشد        | برگزار نشد          | برگزار نشد                                                | برگزار نشد |
| ۸۵–۱۳۸۴ | برگزار نشد        | برگزار نشد          | برگزار نشد                                                | برگزار نشد |
| ۸۶–۱۳۸۵ | جواد نکونام       | اوساسونا            | خبرگزاری فوتبال ایران                                     | [ ۲ ]      |
| ۸۷–۱۳۸۶ | کریم باقری        | پرسپولیس            | خبرگزاری فوتبال ایران                                     | [ ۳ ]      |
| ۹۴–۱۳۹۳ | آندرانیک تیموریان | استقلال/تراکتورسازی | سازمان لیگ فوتبال ایران                                   | [ ۷ ]      |
| ۹۴–۱۳۹۳ | آندرانیک تیموریان | استقلال/تراکتورسازی | کانون مربیان فوتبال ایران                                 | [ ۸ ]      |
| ۹۵–۱۳۹۴ | امید ابراهیمی     | استقلال تهران       | سازمان لیگ فوتبال ایران                                   |            |
| ۹۶–۱۳۹۵ | امید ابراهیمی     | استقلال تهران       | سازمان لیگ فوتبال ایران                                   |            |
| ۹۷–۱۳۹۶ | امید ابراهیمی     | استقلال تهران       | سازمان لیگ فوتبال ایران                                   |            |
| ۹۸–۱۳۹۷ | مهدی کیانی        | سپاهان              |                                                           |            |

### بهترین مدافع
| فصل     | برنده            | باشگاه     | برگزارکننده / جایزه دهنده                               | منبع       |
| ------- | ---------------- | ---------- | ------------------------------------------------------- | ---------- |
| ۸۲–۱۳۸۱ | رضا حسن‌زاده      | سپاهان     | شبکه خبر سیما، روزنامه دنیای فوتبال خبرگزاری ورزش ایران | [ ۱ ]      |
| ۸۲–۱۳۸۱ | یحیی گل‌محمدی     | پرسپولیس   | شبکه خبر سیما، روزنامه دنیای فوتبال خبرگزاری ورزش ایران | [ ۱ ]      |
| ۸۲–۱۳۸۱ | محمد نصرتی       | پاس        | شبکه خبر سیما، روزنامه دنیای فوتبال خبرگزاری ورزش ایران | [ ۱ ]      |
| ۸۳–۱۳۸۲ | برگزار نشد       | برگزار نشد | برگزار نشد                                              | برگزار نشد |
| ۸۴–۱۳۸۳ | برگزار نشد       | برگزار نشد | برگزار نشد                                              | برگزار نشد |
| ۸۵–۱۳۸۴ | برگزار نشد       | برگزار نشد | برگزار نشد                                              | برگزار نشد |
| ۸۶–۱۳۸۵ | سید جلال حسینی   | سایپا      | خبرگزاری فوتبال ایران                                   | [ ۲ ]      |
| ۸۷–۱۳۸۶ | سید جلال حسینی   | سایپا      | خبرگزاری فوتبال ایران                                   | [ ۳ ]      |
| ۹۴–۱۳۹۳ | وریا غفوری       | سپاهان     | سازمان لیگ فوتبال ایران                                 | [ ۷ ]      |
| ۹۴–۱۳۹۳ | مرتضی پورعلی‌گنجی | نفت تهران  | کانون مربیان فوتبال ایران                               | [ ۸ ]      |
| ۹۴–۱۳۹۵ | سید جلال حسینی   | نفت تهران  | سازمان لیگ فوتبال ایران                                 |            |
| ۹۶–۱۳۹۵ | سید جلال حسینی   | پرسپولیس   | سازمان لیگ فوتبال ایران                                 |            |
| ۹۷–۱۳۹۶ | سید جلال حسینی   | پرسپولیس   | سازمان لیگ فوتبال ایران                                 | [ ۹ ]      |
| ۹۸–۱۳۹۷ | سید جلال حسینی   | پرسپولیس   |                                                         |            |

### بهترین دروازه‌بان
| فصل     | برنده           | باشگاه      | برگزارکننده / جایزه دهنده                                   | منبع       |
| ------- | --------------- | ----------- | ----------------------------------------------------------- | ---------- |
| ۸۲–۱۳۸۱ | سید مهدی رحمتی  | فجر سپاسی   | شبکه خبر سیما، روزنامه دنیای فوتبال و خبرگزاری ورزش ایران   | [ ۱ ]      |
| ۸۳–۱۳۸۲ | برگزار نشد      | برگزار نشد  | برگزار نشد                                                  | برگزار نشد |
| ۸۴–۱۳۸۳ | برگزار نشد      | برگزار نشد  | برگزار نشد                                                  | برگزار نشد |
| ۸۵–۱۳۸۴ | برگزار نشد      | برگزار نشد  | برگزار نشد                                                  | برگزار نشد |
| ۸۶–۱۳۸۵ | وحید طالب‌لو     | استقلال     | خبرگزاری فوتبال ایران                                       | [ ۲ ]      |
| ۸۷–۱۳۸۶ | سید مهدی رحمتی  | مس کرمان    | خبرگزاری فوتبال ایران                                       | [ ۳ ]      |
| ۸۷–۱۳۸۶ | سید مهدی رحمتی  | مس کرمان    | فدراسیون فوتبال و صندوق حمایت از قهرمانان و پیشکسوتان ورزشی | [ ۴ ]      |
| ۹۴–۱۳۹۳ | علیرضا بیرانوند | نفت تهران   | سازمان لیگ فوتبال ایران                                     | [ ۷ ]      |
| ۹۴–۱۳۹۳ | علیرضا بیرانوند | نفت تهران   | کانون مربیان فوتبال ایران                                   | [ ۸ ]      |
| ۹۵–۱۳۹۴ | فرناندو خسوس    | گسترش فولاد | سازمان لیگ فوتبال ایران                                     |            |
| ۹۶–۱۳۹۵ | سید حسین حسینی  | استقلال     | سازمان لیگ فوتبال ایران                                     |            |
| ۹۷–۱۳۹۶ | سید حسین حسینی  | استقلال     | سازمان لیگ فوتبال ایران                                     | [ ۹ ]      |
| ۹۸–۱۳۹۷ | سید حسین حسینی  | استقلال     |                                                             |            |

### بهترین مربی
| فصل     | برنده             | باشگاه          | برگزارکننده / جایزه دهنده                                   | منبع       |
| ------- | ----------------- | --------------- | ----------------------------------------------------------- | ---------- |
| ۸۲–۱۳۸۱ | فرهاد کاظمی       | سپاهان          | شبکه خبر سیما، روزنامه دنیای فوتبال و خبرگزاری ورزش ایران   | [ ۱ ]      |
| ۸۳–۱۳۸۲ | برگزار نشد        | برگزار نشد      | برگزار نشد                                                  | برگزار نشد |
| ۸۴–۱۳۸۳ | برگزار نشد        | برگزار نشد      | برگزار نشد                                                  | برگزار نشد |
| ۸۵–۱۳۸۴ | برگزار نشد        | برگزار نشد      | برگزار نشد                                                  | برگزار نشد |
| ۸۶–۱۳۸۵ | علی دایی          | سایپا           | خبرگزاری فوتبال ایران                                       | [ ۲ ]      |
| ۸۷–۱۳۸۶ | افشین قطبی        | پرسپولیس        | خبرگزاری فوتبال ایران                                       | [ ۳ ]      |
| ۸۷–۱۳۸۶ | افشین قطبی        | پرسپولیس        | فدراسیون فوتبال و صندوق حمایت از قهرمانان و پیشکسوتان ورزشی | [ ۴ ]      |
| ۸۸–۱۳۸۷ | برگزار نشد        | برگزار نشد      | برگزار نشد                                                  | برگزار نشد |
| ۸۹–۱۳۸۸ | برگزار نشد        | برگزار نشد      | برگزار نشد                                                  | برگزار نشد |
| ۹۰–۱۳۸۹ | برگزار نشد        | برگزار نشد      | برگزار نشد                                                  | برگزار نشد |
| ۹۱–۱۳۹۰ | برگزار نشد        | برگزار نشد      | برگزار نشد                                                  | برگزار نشد |
| ۹۲–۱۳۹۱ | امیر قلعه‌نویی     | استقلال         | سازمان لیگ فوتبال ایران                                     | [ ۵ ]      |
| ۹۳–۱۳۹۲ | حسین فرکی         | فولاد           | سازمان لیگ فوتبال ایران                                     | [ ۶ ]      |
| ۹۴–۱۳۹۳ | حسین فرکی         | سپاهان          | سازمان لیگ فوتبال ایران                                     | [ ۷ ]      |
| ۹۴–۱۳۹۳ | یحیی گل‌محمدی      | ذوب‌آهن          | کانون مربیان فوتبال ایران                                   | [ ۸ ]      |
| ۹۵–۱۳۹۴ | عبدالله ویسی      | استقلال خوزستان | سازمان لیگ فوتبال ایران                                     |            |
| ۹۶–۱۳۹۵ | برانکو ایوانکوویچ | پرسپولیس        | سازمان لیگ فوتبال ایران                                     |            |
| ۹۷–۱۳۹۶ | برانکو ایوانکوویچ | پرسپولیس        | سازمان لیگ فوتبال ایران                                     | [ ۹ ]      |
| ۹۸–۱۳۹۷ | برانکو ایوانکوویچ | پرسپولیس        |                                                             |            |
| ۹۹–۱۳۹۸ | یحیی گل محمدی     | پرسپولیس        | [ ۱۰ ]                                                      |            |
| ۰۰–۱۳۹۹ | یحیی گل محمدی     | پرسپولیس        | [ ۱۰ ]                                                      |            |

## لیگ آزادگان

### بهترین بازیکن
| فصل     | برنده          | باشگاه          | برگزارکننده / جایزه دهنده | منبع  |
| ------- | -------------- | --------------- | ------------------------- | ----- |
| ۹۴–۱۳۹۳ | حسن بیت‌سعید    | فولاد نوین      | سازمان لیگ فوتبال ایران   | [ ۷ ] |
| ۹۵–۱۳۹۴ | امین قاسمی‌نژاد | ماشین‌سازی تبریز | سازمان لیگ فوتبال ایران   |       |
| ۹۶–۱۳۹۵ | محمد عباس‌زاده  | نساجی مازندران  | سازمان لیگ فوتبال ایران   |       |

### بهترین گلزن
| فصل     | برنده         | باشگاه         | برگزارکننده / جایزه دهنده | منبع  |
| ------- | ------------- | -------------- | ------------------------- | ----- |
| ۹۴–۱۳۹۳ | پارسا شنوفی   | نساجی مازندران | سازمان لیگ فوتبال ایران   | [ ۷ ] |
| ۹۵–۱۳۹۴ | حمید کاظمی    | نساجی مازندران | سازمان لیگ فوتبال ایران   |       |
| ۹۶–۱۳۹۵ | محمد عباس‌زاده | نساجی مازندران | سازمان لیگ فوتبال ایران   |       |

## لیگ برتر فوتبال زنان

### بهترین بازیکن لیگ
| فصل     | برنده         | باشگاه           | برگزارکننده / جایزه دهنده | منبع   |
| ------- | ------------- | ---------------- | ------------------------- | ------ |
| ۹۴–۱۳۹۳ | زهرا قنبری    | شهرداری بم       | سازمان لیگ فوتبال ایران   | [ ۷ ]  |
| ۹۵–۱۳۹۴ | شبنم بهشت     | شهرداری سیرجان   | سازمان لیگ فوتبال ایران   |        |
| ۹۶–۱۳۹۵ | فروغ موری     | آینده سازان میهن | سازمان لیگ فوتبال ایران   |        |
| ۱۳۹۶-۹۷ | کوهستان خسروی |                  |                           | [ ۹ ]  |
| ۱۳۹۷-۹۸ | زهرا سرگلی    |                  |                           | [ ۱۰ ] |

### بهترین تیم فوتبال زنان
| فصل     | تیم برنده  | برگزارکننده / جایزه دهنده | منبع   |
| ------- | ---------- | ------------------------- | ------ |
| ۱۳۹۶-۹۷ | شهرداری بم |                           | [ ۹ ]  |
| ۱۳۹۷-۹۸ | شهرداری بم |                           | [ ۱۰ ] |

### بهترین گلزن لیگ
| فصل     | برنده         | باشگاه           | برگزارکننده / جایزه دهنده | منبع   |
| ------- | ------------- | ---------------- | ------------------------- | ------ |
| ۹۴–۱۳۹۳ | سارا قمی      | ملوان بندر انزلی | سازمان لیگ فوتبال ایران   | [ ۷ ]  |
| ۹۵–۱۳۹۴ | سارا قمی      | ملوان بندر انزلی | سازمان لیگ فوتبال ایران   |        |
| ۹۶–۱۳۹۵ | زهرا حاتم‌نژاد | پالایش ایلام     | سازمان لیگ فوتبال ایران   |        |
| ۱۳۹۶-۹۷ | زهرا قنبری    |                  |                           | [ ۹ ]  |
| ۱۳۹۷-۹۸ | زهرا قنبری    |                  |                           | [ ۱۰ ] |

## لیگ برتر فوتسال زنان

### برترین بازیکن فوتسال
| فصل  | برنده       | باشگاه            | برگزارکننده / جایزه دهنده | منبع  |
| ---- | ----------- | ----------------- | ------------------------- | ----- |
| ۱۳۹۶ | نسترن مبینی | پالایش نفت آبادان |                           | [ ۹ ] |

### برترین دروازه‌بان فوتسال
| فصل  | برنده        | باشگاه | برگزارکننده / جایزه دهنده | منبع  |
| ---- | ------------ | ------ | ------------------------- | ----- |
| ۱۳۹۶ | فرزانه توسلی |        |                           | [ ۹ ] |

### برترین مربی فوتسال
| فصل  | برنده       | باشگاه | برگزارکننده / جایزه دهنده | منبع  |
| ---- | ----------- | ------ | ------------------------- | ----- |
| ۱۳۹۶ | شهرزاد مظفر |        |                           | [ ۹ ] |

### خانم گل فوتسال
| فصل  | برنده         | باشگاه | برگزارکننده / جایزه دهنده | منبع  |
| ---- | ------------- | ------ | ------------------------- | ----- |
| ۱۳۹۶ | فاطمه اعتدادی |        |                           | [ ۹ ] |

### بهترین تیم
| فصل  | تیم برنده           | برگزارکننده / جایزه دهنده | منبع  |
| ---- | ------------------- | ------------------------- | ----- |
| ۱۳۹۶ | پالایش و پخش آبادان |                           | [ ۹ ] |

## داوران فوتبال

### بهترین داور
| فصل     | برنده          | برگزارکننده / جایزه دهنده                                   | منبع       |            |
| ------- | -------------- | ----------------------------------------------------------- | ---------- | ---------- |
| ۸۲–۱۳۸۱ | مسعود مرادی    | شبکه خبر سیما، روزنامه دنیای فوتبال و خبرگزاری ورزش ایران   | [ ۱ ]      |            |
| ۸۳–۱۳۸۲ | برگزار نشد     | برگزار نشد                                                  | برگزار نشد | برگزار نشد |
| ۸۴–۱۳۸۳ | برگزار نشد     | برگزار نشد                                                  | برگزار نشد | برگزار نشد |
| ۸۵–۱۳۸۴ | برگزار نشد     | برگزار نشد                                                  | برگزار نشد | برگزار نشد |
| ۸۶–۱۳۸۵ | سعید مظفری‌زاده | خبرگزاری فوتبال ایران                                       | [ ۲ ]      |            |
| ۸۷–۱۳۸۶ | سعید مظفری‌زاده | خبرگزاری فوتبال ایران                                       | [ ۳ ]      |            |
| ۸۷–۱۳۸۶ | سعید مظفری‌زاده | فدراسیون فوتبال و صندوق حمایت از قهرمانان و پیشکسوتان ورزشی | [ ۴ ]      |            |
| ۸۸–۱۳۸۷ | برگزار نشد     | برگزار نشد                                                  | برگزار نشد | برگزار نشد |
| ۸۹–۱۳۸۸ | برگزار نشد     | برگزار نشد                                                  | برگزار نشد | برگزار نشد |
| ۹۰–۱۳۸۹ | برگزار نشد     | برگزار نشد                                                  | برگزار نشد | برگزار نشد |
| ۹۱–۱۳۹۰ | برگزار نشد     | برگزار نشد                                                  | برگزار نشد | برگزار نشد |
| ۹۲–۱۳۹۱ | سعید مظفری‌زاده | سازمان لیگ فوتبال ایران                                     | [ ۵ ]      |            |
| ۹۳–۱۳۹۲ | علیرضا فغانی   | سازمان لیگ فوتبال ایران                                     | [ ۶ ]      |            |
| ۹۴–۱۳۹۳ | احمد صالحی     | سازمان لیگ فوتبال ایران                                     | [ ۷ ]      |            |
| ۹۵–۱۳۹۴ | محسن ترکی      | سازمان لیگ فوتبال ایران                                     |            |            |
| ۹۶–۱۳۹۵ | علیرضا فغانی   | سازمان لیگ فوتبال ایران                                     |            |            |
| ۹۷–۱۳۹۶ | بیژن حیدری     | سازمان لیگ فوتبال ایران                                     | [ ۹ ]      |            |

### بهترین کمک‌داور
| فصل     | برنده             | برگزارکننده / جایزه دهنده | منبع   |
| ------- | ----------------- | ------------------------- | ------ |
| ۹۳–۱۳۹۲ | حسن کامرانی‌فر     | سازمان لیگ فوتبال ایران   | [ ۱۱ ] |
| ۹۴–۱۳۹۳ | محمدرضا منصوری    | سازمان لیگ فوتبال ایران   | [ ۷ ]  |
| ۹۵–۱۳۹۴ | محمدرضا ابوالفضلی | سازمان لیگ فوتبال ایران   |        |
| ۹۶–۱۳۹۵ | رضا سخندان        | سازمان لیگ فوتبال ایران   |        |
| ۹۷–۱۳۹۶ | بابک داوری        | سازمان لیگ فوتبال ایران   | [ ۹ ]  |